# L.F. Jesina Femminile
L'Associazione Polisportiva Dilettantistica L.F. Jesina Calcio Femminile è una squadra di calcio femminile con sede a Jesi. Fondata nel 1998, partecipa al campionato italiano femminile di calcio con la formazione titolare nel campionato di Serie C, con quella giovanile nel Campionato Primavera, inoltre gestisce una squadra di Calcio a 5 iscritta alla Serie C regionale Marche del relativo campionato italiano femminile.

## Storia
La società viene fondata nell'estate 1998, quando diverse ragazze del luogo riescono a convincere il futuro primo presidente del club, Venerando Costa, a formare una compagine calcistica femminile a Jesi. Il primo sponsor è la Rimeco che dà anche il nome alla squadra. La Polisportiva Femminile Rimeco Italia Jesi viene iscritta alla Serie C, torneo regionale, ottenendo dopo diversi anni la promozione nel campionato nazionale di Serie B. Nel terzo livello nazionale ben figura risultando più volte vincitrice della Coppa Disciplina e sfiorando in più occasioni la promozione in Serie A2. Nel 2005 avviene il cambio di sponsor con l'avvento della E.D.P. (Elettricità Delta Padano) e di conseguenza il cambio della denominazione societaria in E.D.P. Jesina Calcio Femminile. Il salto nel secondo livello nazionale avverrà nell'estate 2007 grazie ad un ripescaggio. Dopo 3 tornei eccellenti, per motivi economici la squadra si autoretrocede nuovamente a livello regionale tornando in Serie C. Nel 2012 vincendo il campionato di Serie C e grazie all'unione del campionato di A2 con quello di Serie B, la squadra torna al secondo livello nazionale. Dopo alcune buone stagioni, nella stagione 2015-2016 le ragazze biancorosse vincono il girone B e vengono promosse per la prima storica volta in Serie A. Nell'estate antecedente la squadra cambia denominazione in Jesina Calcio Femminile. Il debutto non è positivo e la squadra perde le prime 7 gare di campionato con la società che decide di sollevare dall'incarico di allenatore il tecnico della promozione Giugliano. Per i primi punti in massima serie bisogna attendere la decima giornata con la vittoria interna contro il Como 2000. Nonostante l'impegno e qualche risultato a sorpresa come la vittoria esterna contro il Tavagnacco con alcune giornate di anticipo la squadra retrocede in Serie B.

## Allenatori e presidenti
| Allenatori - 1998-2000 Template:BandieraIITA Erminio Negozi - 2000-2002 Valeriano Marchegiani - 2002-2005 Roberto Renzi - 2005-2006 Giuseppe Zingaretti - 2006-2010 Sonia Sdogati - 2010-2014 Emanuele Iencinella - 2014-2015 Andrea Marcelli - 2015-2016 Domenico Giugliano - 2016-2017 Domenico Giugliano Giovanni Trillini Emanuele Iencinella - 2017-2021 Emanuele Iencinella - 2021-2022 Emanuele Iencinella Francesco Baldarelli - 2022-2023 Francesco Baldarelli Filippo Cardinali - 2023-2024 Mattia Casaccia | Presidenti - 1998-2005 Venerando Costa - 2005-oggi Massimo Coltorti |

## Palmarès

### Competizioni giovanili
- Campionato Juniores Nazionali (calcio femminile): 1

2011-2012